# Jean Froissart

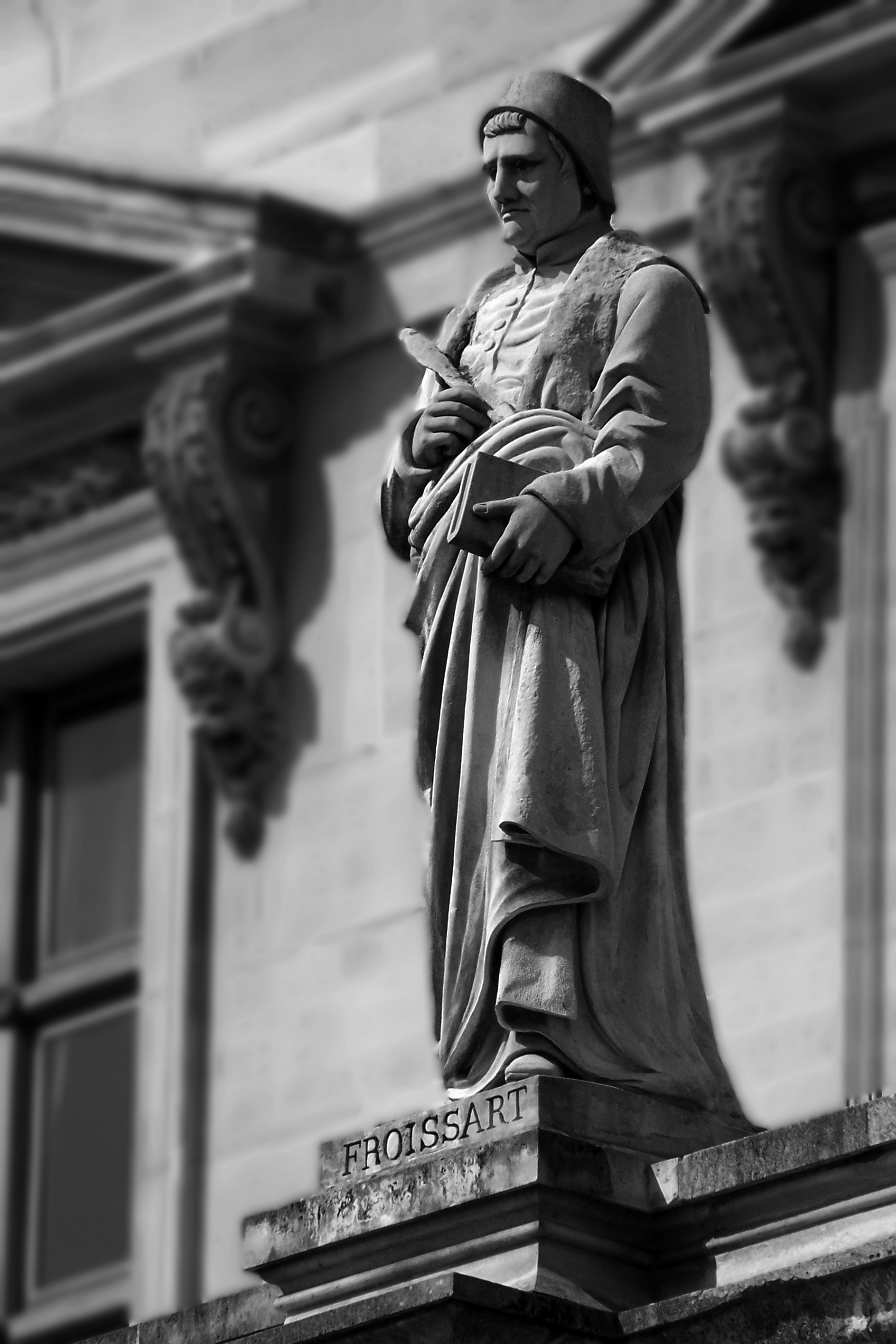
Statuia lui Jean Froissart din Muzeul Luvru

Jean Froissart (în franceza veche și medie Jehan; n. 1337, Valenciennes, Țările de Jos de Sud, Franța – d. 1410, Chimay, Valonia, Belgia) a fost un mare poet, cronicar medieval, și preot, autor al cărții „Cronicile”, care oferă detalii despre societatea feudală a Evului Mediu dintre 1325 și 1400. În această carte ne furnizează informații importante din Germania, Italia și Spania. Primele sale lucrări s-au bazat pe cele ale lui Jean le Bel (aproximativ 1290-1370). Următoarele sale lucrări s-au bazat pe călătoriile sale în Franța, Anglia, Spania, Scoția, Germania și Italia. În 1361, după ce a primit tunsoarea ecleziastică a plecat în Anglia, în slujba Philippei de Hainault (soția lui Eduard al III-lea al Angliei și mama lui Eduard Prințul Negru).
Acest drum în Anglia a marcat începutul vieții sale de rătăcitor în întreaga Europă. Regina Philippa l-a inspirat cu ideaa de-ai scrie cronici. În călătoriile sale din Anglia și Scoția l-a întâlnit pe David Bruce. În anul 1367 a plecat din Anglia și l-a însoțit pe Eduard Prințul Negru, la Bordeaux. S-a întors apoi la Londra, iar în 1368 l-a însoțit pe ducele Clarence la Milano, pentru a se căsători cu fiica lui Galeazzo Visconti. Din Italia s-a întors la Valenciennes în 1369, unde a aflat de moartea prințesei Philippa. Froissart, datorită poziției sale privilegiate,era mereu al curent cu căsătoriile, campaniile, bătăliile și funeraliile din Războiul de 100 de ani.
Între 1369-1381 a fost sub protecția ducelui Wenceslaus de Brabant și al contelui Guy de Blois. Între 1390-1391 și-a scris poemele la Valenciennes. În anul 1395 a fost din nou la Londra, unde și-a prezentat poemele regelui Richard al II-lea. În această perioadă s-a certat cu Guy de Blois, dar și-a găsit un nou protector, Philip Bold, duce de Burgundia. Lucrările sale prezintă adesea, cu lux de amănunte idealurile cavalerești, extravaganța Curții, însă, victimele acelei perioade sunt de multe ori ignorate.
În perioada cuprinsă între anii 1387 și 1400, Jean Froissart a scris cărțile a doua , a treia și a patra din „Cronici”. A murit în jurul anului 1410.